# Dalmatere
Dalmatere også omtalt som dalmatiere (latin: Dalmatae eller Delmatae, kroatisk: Dalmati) var i oldtiden en folkegruppe som beboede det område langs den østlige kyst af  Adriaterhavet som efter romernes erobring blev kaldt  Dalmatien og i dag er en del af Kroatien.
Deres område var mellem floderne som i dag hedder Krka og Neretva.

## Oprindelse og navn
Dalmaterne antages at have været et illyrisk folkeslag. Romernes navn, Dalmatae, kan tilbageføres til det albanske ord delmë, dele som betyder får. Den senere romerske provins Dalmatien blev opkaldt efter folkeslaget.